# Sepanggar
Sepanggar, auch Sepangar oder Sapangar, ist eine Stadt an der Westküste des Bundesstaates Sabah in Malaysia. Sepanggar gehört zu den Außenbezirken der Hauptstadt Kota Kinabalu und ist als Unterdistrikt der Verwaltung des Dewan Bandaraya Kota Kinabalu (Stadtrat Kota Kinabalu) zugeordnet.

## Lage
Sepanggar liegt etwa 7 Kilometer nördlich der Stadtmitte von Kota Kinabalu und erstreckt sich entlang der Sepanggar Bay.

## Einrichtungen
Sepanggar hat keine gewachsene städtische Infrastruktur, es ist vielmehr eine typische Trabantenstadt. Neben Wohnsiedlungen besteht der Stadtteil hauptsächlich aus
- Industriegebieten (Kota Kinabalu Industrial Park (KKIP)),
- Hafenanlagen (Sepanggar Bay Container Terminal, Sepanggar Bay Oil Terminal),
- Bildungseinrichtungen (Campus Universiti Malaysia Sabah (UMS), Universiti Teknologi MARA Sabah, Polytechnic Kota Kinabalu) und
- einem Marinestützpunkt der Royal Malaysian Navy.

### Container Terminal
Nach Inbetriebnahme des Containerterminals Sepangar Container Port Terminal wurde der gesamte Containerumschlag aus dem Hafen von Kota Kinabalu hierher verlagert.

### Marinestützpunkt
Nach dem Ausbau beherbergt der Marinestützpunktes seit 2010 zwei in Spanien gebaute U-Boote der Scorpène-Klasse, die KD Tunku Abdul Rahman und KD Tun Razak.

### 1Borneo
Die 2008 eröffnete Shopping-Mall „1Borneo“ ist das größte Einkaufszentrum in Borneo.

## Politik
Sepanggar gehört zum Wahlbezirk P.171 (Sepanggar) und wird im malaysischen Parlament durch YB Enchin bin Majimbun (Barisan Nasional) vertreten. In der gesetzgebenden Versammlung von Sabah (Dewan Undangan Negeri Sabah) fällt Sepanggar in die Wahlkreise N.12 (Karambunai) und N.13 (Inanam).